# Soft Machine
För andra betydelser, se Soft Machine (olika betydelser).
Soft Machine var en brittisk progressiv rockgrupp bildad 1966. Gruppen var en av de mest framstående inom Canterbury scene. Musikaliskt kan de sägas spela en blandning av jazzrock och psykedelisk musik. Soft Machine formades ur spillrorna av den R&B-baserade gruppen Wilde Flowers. Originalmedlemmar i gruppen var Robert Wyatt (trummor/sång), Daevid Allen (gitarr), Mike Ratledge (orgel/piano/mellotron), och Kevin Ayers (basgitarr/sång). Soft Machine har redan sedan bildandet kännetecknats av sin flytande uppsättning av gruppmedlemmar.
De skivdebuterade 1967 med singeln "Love Makes Sweet Music", komponerad av Ayers. Allen tvingades lämna gruppen samma år då han av politiska skäl inte tilläts återvända till Storbritannien efter en turné i Europa. Han bildade i stället Gong i Frankrike. Den återstående trion spelade in gruppens självbetitlade debutalbum i New York 1968. Andy Summers blev samtidigt ny gitarrist i gruppen men sparkades bara månader senare samtidigt som Ayers lämnade gruppen för att påbörja en solokarriär. Gruppen var nära att bryta upp efter detta men återbildades för att fullfölja sitt skivkontrakt. Hugh Hopper blev ny basist i gruppen och tillsammans med Wyatt och Ratledge spelade de in albumet Volume Two.
Vid inspelningarna av gruppens tredje album var saxofonisten Elton Dean ny medlem. Gruppen som nu var en kvartett spelade in de två albumen Third och Fourth vilka markerade en ny inriktning från mer experimentell musik mot jazzrock för gruppen. Dessa två skivor benämns ofta som höjdpunkter i gruppens diskografi. Efter det fjärde albumet hoppade Robert Wyatt av och Mike Ratledge var nu den ende kvarvarande originalmedlemmen. Karl Jenkins blev ny medlem på blåsinstrument 1973 och samma år lämnade Hopper gruppen. Efter albumet Fifth hoppade i sin tur Dean av. Ratledge lämnade gruppen 1976 och Karl Jenkins fortsatte leda gruppen en bit in på 1980-talet. Soft Machine upphörde slutligen spela 1984, men har senare under 2000-talet och 2010-talet återbildats för konserter, ibland under namnet Soft Works. Sedan 2015 uppträder en version av gruppen bestående av John Marshall (trummor), Roy Babbington (bas), John Etheridge (gitarr) och Theo Travis (saxofon). Marshall, Babbington och Etheridge var alla med i gruppen under olika perioder i mitten av 1970-talet.

## Medlemmar
Nuvarande medlemmar
- John Marshall – trummor, percussion (1971–1984, 2015–)
- Roy Babbington – basgitarr (1973–1976, 2015–)
- John Etheridge – gitarr (1975–1978, 2015–)
- Theo Travis – saxofon, flöjt, piano (2015–)

Tidigare medlemmar
- Mike Ratledge – keyboard, flöjt (1966–1968, 1969–1976)
- Robert Wyatt – trummor, sång, keyboard, basgitarr (1966–1968, 1969–1971)
- Kevin Ayers – basgitarr, sång, gitarr, keyboard (1966–1968; död 2013)
- Daevid Allen – gitarr, sång, basgitarr (1966–1967; död 2015)
- Larry Nowlin – gitarr (1966)
- Andy Summers – gitarr (1968)
- Hugh Hopper – basgitarr, saxofon, gitarr (1968–1973; död 2009)
- Elton Dean – saxofon, keyboard (1969–1972; död 2006)
- Lyn Dobson – flöjt, saxofon (1969–1970)
- Mark Charig – kornett (1969)
- Nick Evans – trombon (1969)
- Phil Howard – trummor (1971)
- Karl Jenkins – oboe, saxofon, keyboard, synthesiser (1972–1984)
- Allan Holdsworth – gitarr (1973–1975; död 2017)
- Alan Wakeman – saxofon (1976)
- Ray Warleigh – saxophone (1976; died 2015)
- Ric Sanders – violin (1976–1978)
- Percy Jones – basgitarr (1976–1977)
- Steve Cook – basgitarr (1977–1978)

## Diskografi
Studioalbum
- The Soft Machine (ABC/Probe, 1968)
- Volume Two (ABC/Probe, 1969)
- Third (Columbia, 1970)
- Fourth (Columbia, 1971)
- Fifth (Columbia, 1972)
- Six (Columbia, 1973)
- Seven (Columbia, 1973)
- Bundles (Harvest, 1975)
- Softs (Harvest, 1976)
- Land of Cockayne (EMI, 1981)
- Hidden Details (2018)

Livealbum
- Live at the Paradiso 1969 (1969)
- Six (Disc 1) (inspelad november–december 1972) (1973)
- Alive & Well: Recorded in Paris (inspelad juli 1977) (Harvest, 1978)
- Live at the Proms 1970 (Reckless, 1988)
- Soft Machine & Heavy Friends – BBC in Concert (inspelad mars 1971) (1993)
- Soft Stage – BBC in Concert 1972 (inspelad juni 1972) (1994)
- Virtually (inspelad mars 1971) (Cuneiform, 1998)
- Noisette (inspelad januari 1970) (2000)
- Backwards (inspelad november 1969/maj 1970) (2002)
- Facelift (inspelad april 1970) (Voiceprint, 2002)
- Somewhere In Soho (inspelad april 1970) (Voiceprint, 2004)
- Breda Reactor (inspelad januari 1970) (Voiceprint, 2005)
- British Tour '75 (inspelad oktober 1975) (2005)
- Middle Earth Masters (inspelad september 1967/mars 1968) (2006)
- Grides (inspelad oktober 1970) (2006)
- Floating World Live (inspelad januari 1975) (2006)
- Drop (inspelad november 1971) (2008)
- Live in Paris (inspelad maj 1972) (2008)
- Live at Henie Onstad Art Centre 1971 (inspelad februari 1971) (2009)
- NDR Jazz Workshop Hamburg, Germany (inspelad maj 1973) (2010)
- Switzerland 74 (CD + DVD) (inspelad juli 1974) (2015)

Samlingsalbum
- Jet Propelled Photographs (1972)
- Triple Echo (3 album, 1967–1976) (Harvest, 1977)
- The Peel Sessions (inspelad 1969–1971) (Strange Fruit, 1990)
- Rubber Riff (1994)
- Spaced (Cuneiform, 1996)
- Turns On Volume 1 (2001)
- Turns On Volume 2 (2001)
- BBC Radio 1967–1971 (Hux, 2003)
- BBC Radio 1971–1974 (Hux, 2003)
- Out-Bloody-Rageous (compilation, 1967-1973) (Sony, 2005)

Annat
- Rock Generation Vol. 7 (demo) (BYG, 1972)
- Rock Generation Vol. 8 (demo) (BYG, 1972)
- BBC Radio 1 Live in Concert 1971 (Windsong, 1993)
- BBC Radio 1 Live In Concert 1972 (Windsong, 1994)